# Bob-Weltmeisterschaft 1995
Die 45. Bob-Weltmeisterschaft fand 1995  auf der Bobbahn in Winterberg in Deutschland statt. 

## Männer

### Zweierbob
| Platz | Land | Sportler                     | Zeit |
| ----- | ---- | ---------------------------- | ---- |
| 1     | GER  | Christoph Langen Olaf Hampel |      |
| 2     | CAN  | Pierre Lueders Jack Pyc      |      |
| 3     | FRA  | Éric Alard Éric Le Chanony   |      |

Es war die erste Medaille der Kanadier seit 1965 und die erste für Frankreich seit 1947.

### Viererbob
| Platz | Land | Sportler                                                        | Zeit |
| ----- | ---- | --------------------------------------------------------------- | ---- |
| 1     | GER  | Wolfgang Hoppe René Hannemann Ulf Hielscher Carsten Embach      |      |
| 2     | AUT  | Hubert Schösser Gerhard Redl Thomas Schroll Martin Schützenauer |      |
| 3     | GER  | Harald Czudaj Torsten Voss Udo Lehmann Alexander Szelig         |      |

## Medaillenspiegel
| Platz | Land        | Gold | Silber | Bronze | Gesamt |
| ----- | ----------- | ---- | ------ | ------ | ------ |
| 1     | Deutschland | 2    | 0      | 1      | 3      |
| 2     | Kanada      | 0    | 1      | 0      | 1      |
| 2     | Österreich  | 0    | 1      | 0      | 1      |
| 4     | Frankreich  | 0    | 0      | 1      | 1      |